# Petite rivière Manouane
Petite rivière Manouane är ett vattendrag i Kanada.   Det ligger i provinsen Québec, i den östra delen av landet, 600 km nordost om huvudstaden Ottawa. Petite rivière Manouane ligger vid sjön Lac Duhamel.
I omgivningarna runt Petite rivière Manouane växer i huvudsak barrskog. Trakten runt Petite rivière Manouane är nära nog obefolkad, med mindre än två invånare per kvadratkilometer.